# V463 Близнецов
V463 Близнецов (лат. V463 Geminorum) — двойная затменная переменная звезда типа W Большой Медведицы (EW) в созвездии Близнецов на расстоянии (вычисленном из значения параллакса) приблизительно 8 583 световых лет (около 2 632 парсек) от Солнца. Видимая звёздная величина звезды — от +15,96m до +15,57m. Орбитальный период — около 0,3358 суток (8,0602 часа).

## Характеристики
Первый компонент — жёлто-белая звезда спектрального класса G-F. Эффективная температура — около 6018 К.
Второй компонент — жёлто-белая звезда спектрального класса G-F.